# Out to lunch
|  | Denne artikel er oprettet af botten PalnaBot ud fra en ekstern database. Den kan derfor have sproglige fejl eller mangler. Denne skabelon kan fjernes efter kontrol af indholdet. |

Out to lunch er en film instrueret af Frants A. Pandal.

## Handling
Hårdtpumpet video til musik af Peter Peter fra gruppen Sort Sol. Ung mand kommer ind i en bar til alskens fristelser. Derefter går den unge mand i gulvet, vågner op i forskellige drømmeverdener: Til yuppie fest i en vinkælder med champagne og ulækker men elegant anrettet mad. På stoffer i opiumshulen. Til S/M - orgie i pornoklubben. Til jomfruofring... etc.